# Constante de Gelfond-Schneider
Pour les articles homonymes, voir Gelfond.
La constante de Gelfond-Schneider, mentionnée par David Hilbert comme exemple (avec la constante de Gelfond) dans son 7e problème, est :
{\displaystyle 2^{\sqrt {2}}=2{,}665144142\ldots }.
Rodion Kuzmin prouva en 1930 que ce nombre — et plus généralement, tout nombre de la forme αβ avec α algébrique différent de 0 et de 1 et β irrationnel quadratique — est transcendant, et Aleksandr Gelfond généralisa ce résultat en 1934, en démontrant le théorème de Gelfond-Schneider.
Sa racine carrée est le nombre transcendant
{\displaystyle {\sqrt {2}}^{\sqrt {2}}=1{,}6325269\ldots }
qui peut être utilisé dans une preuve qu'une puissance irrationnelle d'un nombre irrationnel peut parfois être rationnelle, parce que {\displaystyle \left({\sqrt {2}}^{\sqrt {2}}\right)^{\sqrt {2}}=2}. En utilisant le tiers exclu, on peut aboutir à la même conclusion sans savoir que {\displaystyle {\sqrt {2}}^{\sqrt {2}}} est irrationnel).